# Coupe UEFA 1971-1972
Navigation
Édition suivante
La Coupe UEFA 1971-1972 est la toute première édition de la Coupe UEFA. Cette compétition, qui prend la suite de la Coupe des villes de foires, voit la victoire finale du club anglais de Tottenham, qui bat un autre club anglais en finale : les Wolverhampton Wanderers. Il s'agit du deuxième titre continental gagné par Tottenham et de la première finale européenne jouée par Wolverhampton. L'attaquant ouest-allemand du Eintracht Braunschweig, Ludwig Bründl, termine meilleur buteur de la compétition, avec dix réalisations.
Soixante-quatre équipes, issues de trente-deux nations européennes, sont qualifiées pour cette édition inaugurale, grâce à leurs résultats en championnat la saison précédente. Chaque pays compte entre une et quatre équipes engagées.
Une tragédie marque le duel du premier tour entre le PSV Eindhoven et le Hallescher FC. Après un match nul 0-0 en RDA, le Hallescher FC est contraint au forfait pour le match retour; la veille du match, l'hôtel les recevant à Eindhoven subit un incendie tuant 12 personnes dont un joueur du Hallescher FC, Wolfgang Hoffmann.

## Trente-deuxièmes de finale
| Équipe 1                     | Résultat | Équipe 2                     | Aller | Retour |
| ---------------------------- | -------- | ---------------------------- | ----- | ------ |
| Hertha Berlin SC             | 7 - 2    | IF Elfsborg                  | 4 - 1 | 3 - 1  |
| Dundee United FC             | 5 - 2    | Akademisk BK                 | 4 - 2 | 1 - 0  |
| Rosenborg BK                 | 4 - 0    | IFK Helsinki                 | 3 - 0 | 1 - 0  |
| Vasas SC                     | 2 - 1    | Shelbourne FC                | 1 - 0 | 1 - 1  |
| Glentoran FC                 | 1 - 7    | Brunswick TSV Eintracht 1895 | 0 - 1 | 1 - 6  |
| KP Keflavík                  | 1 - 15   | Tottenham Hotspur FC         | 1 - 6 | 0 - 9  |
| RC Celta Vigo                | 0 - 3    | Aberdeen FC                  | 0 - 2 | 0 - 1  |
| FC La Haye                   | 7 - 2    | FC Aris Bonnevoie            | 5 - 0 | 2 - 2  |
| Wolverhampton Wanderers FC   | 7 - 1    | AA Coimbra                   | 4 - 1 | 3 - 0  |
| AS Saint-Étienne             | 2 - 3    | 1. FC Cologne                | 1 - 1 | 1 - 2  |
| FC Lugano                    | 1 - 3    | CWKS Legia Varsovie          | 1 - 3 | 0 - 0  |
| FC Porto                     | 1 - 3    | FC Nantes                    | 0 - 2 | 1 - 1  |
| Hambourg SV                  | 2 - 4    | Saint Johnstone FC           | 2 - 1 | 0 - 3  |
| Southampton FC               | 2 - 3    | Atlético Bilbao              | 2 - 1 | 0 - 2  |
| Bologne FC                   | 3 - 1    | RSC anderlechtois            | 1 - 1 | 2 - 0  |
| SSC Naples                   | 1 - 2    | CS Rapid Bucarest            | 1 - 0 | 0 - 2  |
| Vitória FC                   | 2E - 2   | Nîmes Olympique              | 1 - 0 | 1 - 2  |
| Club Atlético Madrid         | 2 - 2E   | Paniónios GSS                | 2 - 1 | 0 - 1  |
| FC Carl Zeiss Iéna           | 4 - 3    | Lokomotiv Plovdiv            | 3 - 0 | 1 - 2  |
| FC Bâle 1893                 | 2 - 4    | Real Madrid CF               | 1 - 2 | 1 - 2  |
| Marsa FC                     | 0 - 11   | Juventus FC                  | 0 - 6 | 0 - 5  |
| FD Dinamo                    | 8 - 2    | FK Botev Vratsa              | 6 - 1 | 2 - 1  |
| UTA Arad                     | 5 - 4    | SV Austria Salzbourg         | 4 - 1 | 1 - 3  |
| Fenerbahçe SK                | 2 - 4    | Ferencváros TC               | 1 - 1 | 1 - 3  |
| AC Milan                     | 7 - 0    | Digenis Akritas Morphou      | 4 - 0 | 3 - 0  |
| FK Spartak Moscou            | 3 - 2    | TJ VSS Košice                | 1 - 2 | 2 - 0  |
| OFK Belgrade                 | 6 - 3    | Djurgården IF FF             | 4 - 1 | 2 - 2  |
| FK Željezničar Sarajevo      | 4 - 3    | Royal FC brugeois            | 3 - 0 | 1 - 3  |
| Zagłębie Wałbrzych           | 4 - 2    | TJ Sklo Union Teplice        | 1 - 0 | 3 - 2  |
| K. Lierse SK                 | 4 - 2    | Leeds United AFC             | 0 - 2 | 4 - 0  |
| forfait Hallescher FC Chemie | 0 - 0    | PSV                          | 0 - 0 | -      |
| SC Rapid                     | -        | KS Vllaznia forfait          | -     | -      |

- Le KS Vllaznia Shkodër déclare forfait en raison du refus de l'administration autrichienne de délivrer des visas d'entrée sur le territoire autrichien pour toute l'équipe.

## Seizièmes de finale
| Équipe 1                     | Résultat | Équipe 2                   | Aller | Retour |
| ---------------------------- | -------- | -------------------------- | ----- | ------ |
| Rosenborg BK                 | 4 - 4e   | K. Lierse SK               | 4 - 1 | 0 - 3  |
| CS Rapid Bucarest            | 4 - 2    | CWKS Legia Varsovie        | 4 - 0 | 0 - 2  |
| 1. FC Cologne                | 4 - 5    | Dundee United FC           | 2 - 1 | 2 - 4  |
| FC La Haye                   | 1 - 7    | Wolverhampton Wanderers FC | 1 - 3 | 0 - 4  |
| FK Željezničar Sarajevo      | 3e - 3   | Bologne FC                 | 1 - 1 | 2 - 2  |
| FC Nantes                    | 0 - 1    | Tottenham Hotspur FC       | 0 - 1 | 0 - 0  |
| Brunswick TSV Eintracht 1895 | 4 - 3    | Atlético Bilbao            | 2 - 1 | 2 - 2  |
| Saint Johnstone FC           | 2 - 1    | Vasas SC                   | 2 - 0 | 0 - 1  |
| FK Spartak Moscou            | 0 - 4    | Vitória FC                 | 0 - 0 | 0 - 4  |
| Hertha Berlin SC             | 4 - 5    | AC Milan                   | 2 - 1 | 2 - 4  |
| OFK Belgrade                 | 1 - 5    | FC Carl Zeiss Iéna         | 1 - 1 | 0 - 4  |
| Zagłębie Wałbrzych           | 2 - 3    | UTA Arad                   | 1 - 1 | 1 - 2  |
| FD Dinamo                    | 2 - 2e   | SC Rapid                   | 2 - 2 | 0 - 0  |
| Real Madrid CF               | 3 - 3e   | PSV                        | 3 - 1 | 0 - 2  |
| Juventus FC                  | 3 - 1    | Aberdeen FC                | 2 - 0 | 1 - 1  |
| Ferencváros TC               | 6 - 0    | Paniónios GSS exclu        | 6 - 0 |        |

- Au coup du sifflet final du match aller, les supporters de Panionios envahissent le terrain et attaquent les joueurs du Ferencváros, les arbitres et la police hongroise. Le club grec est alors exclu de la compétition.

## Huitièmes de finale
| Équipe 1                     | Résultat | Équipe 2                   | Aller | Retour |
| ---------------------------- | -------- | -------------------------- | ----- | ------ |
| AC Milan                     | 3 - 2    | Dundee United FC           | 3 - 0 | 0 - 2  |
| FC Carl Zeiss Iéna           | 0 - 4    | Wolverhampton Wanderers FC | 0 - 1 | 0 - 3  |
| Brunswick TSV Eintracht 1895 | 3 - 6    | Ferencváros TC             | 1 - 1 | 2 - 5  |
| PSV                          | 1 - 4    | K. Lierse SK               | 1 - 0 | 0 - 4  |
| SC Rapid                     | 1 - 5    | Juventus FC                | 0 - 1 | 1 - 4  |
| Saint Johnstone FC           | 2 - 5    | FK Željezničar Sarajevo    | 1 - 0 | 1 - 5  |
| Tottenham Hotspur FC         | 5 - 0    | CS Rapid Bucarest          | 3 - 0 | 2 - 0  |
| UTA Arad                     | 3 - 1    | Vitória FC                 | 3 - 0 | 0 - 1  |

## Quarts de finale
| Équipe 1       | Résultat          | Équipe 2                   | Aller | Retour |
| -------------- | ----------------- | -------------------------- | ----- | ------ |
| AC Milan       | 3 - 1             | K. Lierse SK               | 2 - 0 | 1 - 1  |
| UTA Arad       | 1 - 3             | Tottenham Hotspur FC       | 0 - 2 | 1 - 1  |
| Ferencváros TC | 3 - 3 (5 - 4 tab) | FK Željezničar Sarajevo    | 1 - 2 | 2 - 1  |
| Juventus FC    | 2 - 3             | Wolverhampton Wanderers FC | 1 - 1 | 1 - 2  |

## Demi-finales
| Équipe 1             | Résultat | Équipe 2                   | Aller | Retour |
| -------------------- | -------- | -------------------------- | ----- | ------ |
| Tottenham Hotspur FC | 3 - 2    | AC Milan                   | 2 - 1 | 1 - 1  |
| Ferencváros TC       | 3 - 4    | Wolverhampton Wanderers FC | 2 - 2 | 1 - 2  |

## Finale
| Équipe 1                   | Résultat | Équipe 2             | Aller | Retour |
| -------------------------- | -------- | -------------------- | ----- | ------ |
| Wolverhampton Wanderers FC | 2 - 3    | Tottenham Hotspur FC | 1 - 2 | 1 - 1  |